# Rio Buquira
Rio Buquira är ett vattendrag i Brasilien.   Det ligger i delstaten São Paulo, i den sydöstra delen av landet, 800 km söder om huvudstaden Brasília.
Runt Rio Buquira är det i huvudsak tätbebyggt. Runt Rio Buquira är det tätbefolkat, med 709 invånare per kvadratkilometer.